# Bernice Brummer
Bernice Anna Brummer, född Bourgeois-Wickstrom 9 januari 1934 i Helsingfors, Finland, är en finländsk kantor och dirigent. Brummer har under över 50 år dirigerat Vihtijärvi kapellkör i Vichtis församling. Finlands president har förlänat henne hederstiteln Director Cantus den 26 mars 2010.

## Biografi
Brummers far var ingenjör Roy Wickström. Brummers modersmål är svenska och hon har två syskon. År 1956 flyttade Brummer till Vihtijärvi efter hennes make Henrik Brummer till Hiiskula. Paret har fem barn. Brummer började att dirigera Vihtijärvi kapellkör år 1964 och hon hade själv sjungit i kören sedan 1958. Förutom piano och orgel spelar Brummer fiol.
Den 14 april 2014 firade Vichtis församling Bernice Brummers karriär som dirigent när Brummer hade dirigerat kapellkören över 50 år. Då förlänade församlingen henne Finlands Kyrkomusikförbunds guldära.
Förutom kantorsarbetet jobbar Brummer som ordförande för företaget Oy Hiiskula Ab.